# Alejandro Etienne
Alejandro Etienne Llano (4 de diciembre de 1957, Ciudad Victoria, Tamaulipas) es un abogado y político mexicano. Fue magistrado del Supremo Tribunal de Justicia del Estado de Tamaulipas y presidente de dicho tribunal durante el periodo 2007-2013. Fungió como presidente municipal de Ciudad Victoria 2013-2016, período que dejó inconcluso por la ocupación de otro cargo político a nivel federal. En 2019 es candidato a Diputado Estatal por el Distrito XV en Tamaulipas.

## Biografía
Es el séptimo hijo del matrimonio formado por Nieves Llano y Pedro Etienne. Cursó sus estudios básicos en el Colegio José de Escandón de Ciudad Victoria, Tamaulipas. Se graduó como abogado en la Universidad Iberoamericana en la Ciudad de México y estudió la maestría en Impartición de Justicia en la Universidad Autónoma de Tamaulipas.
Trabajó en la Secretaría de Gobernación y en la Secretaría de Relaciones Exteriores del gobierno federal. En el gobierno estatal de Tamaulipas, fue Secretario Ejecutivo del Consejo de Estatal de Seguridad Pública, Consejero Electoral y Director del Registro Público de la Propiedad y del Comercio. También se ha desempeñado el cargo de Secretario del Ayuntamiento de Victoria durante la alcaldía de Enrique Cárdenas del Avellano y el interinato de Egidio Torre Cantú. Es notario público número 48 de Tamaulipas.
En el poder judicial del Estado de Tamaulipas, se desempeñó como magistrado supernumerario y numerario del Tribunal Estatal Electoral en Tamaulipas y magistrado numerario de la octava sala del Supremo Tribunal de Justicia de Tamaulipas. En 2007 es electo presidente de dicho tribunal supremo, cargo que ocupó hasta 2013, durante su gestión se creó el Consejo de la Judicatura del Estado en 2010, deviniendo presidente del mismo.
Durante su periodo como Presidente del Supremo Tribunal de Justicia de Tamaulipas, Alejandro Etienne fue designado como Segundo Vicepresidente Región Norte Centro (2009 - 2011) y Primer Vicepresidente (2011 – 2013) de la Comisión Nacional de Tribunales Superiores de Justicia de los Estados Unidos Mexicanos (CONATRIB).
En 2013, es electo como candidato por la coalición "Todos Somos Tamaulipas" a la presidencia municipal de Ciudad Victoria, conformada por los partidos PRI, Verde Ecologista y Nueva Alianza. Iniciando su campaña el 19 de mayo de 2013.
El domingo 7 de julio de 2013 se alzó con el triunfo a la Presidencia Municipal de Victoria, iniciando funciones el día 1 de octubre del mismo año.
El 11 de septiembre de 2014 fue elegido por unanimidad como Presidente estatal de la Federación Nacional de Municipios de México, A.C., filial Tamaulipas.

## Reconocimientos
Durante su desempeño como Presidente del Supremo Tribunal de Justicia del Estado, se hizo merecedor a los siguientes premios:
2010: Information Week “Las más Innovadoras Del Sector Público”, Primer lugar, con el tema: rutas dinámicas y notificación personal electrónica. Reconocimiento a la Excelencia e Innovación Judicial AMIJ, por el desarrollo de la aplicación e-Justicia. Reconocimiento a la Innovación Tecnológica y Gubernamental I+T, notificación personal electrónica con firma electrónica avanzada.
2011: Certificación ISO 9001-2008, procesos de impartición de justicia en material civil y familiar. 2012: Information Week “Las Más Innovadoras del Sector Público”, Tercer lugar, con el tema: e-justicia.
2013: Reconocimiento I+T Gob Del CIAPEM. Proceso de comunicación procesal electrónica interestatal. Reconocimiento a la Excelencia e Innovación Judicial AMIJ, proceso de comunicación procesal electrónica interestatal. 
Asimismo, en el mes de octubre del año 2013, la Fundación Universitaria de Derecho, Administración y Política, S.C., y la Asociación Mexicana de Egresados del INAP de España, S.C., lo condecoró con el Reconocimiento Nacional “Jacinto Faya Viesca” 2014 al Mérito al Servicio Público.

## Publicaciones
Es autor del libro “La Protección de la Persona Humana en el Derecho Internacional, Los Derechos Humanos”, publicado en 1981 por Editorial Trillas.
Es coordinador del libro “e-justicia, modernización del Poder Judicial de Tamaulipas”.
A su vez, impulsó la elaboración de las siguientes publicaciones:
- “Indicadores sobre el derecho a un juicio justo en Tamaulipas”.
- “Decálogo y Código de Ética del Poder Judicial del Estado de Tamaulipas”.
- “El Poder Judicial de Tamaulipas a través de sus leyes y Magistrados Presidentes”.
- “Protocolo de Actuación desde la perspectiva de la legislación estatal en materia de derechos de niñas, niños y adolescentes”.
- “Decálogo y Código de Ética del municipio de Victoria, Tamaulipas”.

## Docencia
Ha participado como catedrático universitario en diversas instituciones como la Universidad Iberoamericana en la Ciudad de México con las materias Teoría del Derecho II y Derecho Internacional Público, así como en la Preparatoria Montealban en la capital del país como profesor de Introducción al Derecho y de Introducción a la Sociología, colaboró además en la Universidad La Salle Campus Victoria con las materias Derecho Civil y Constitucional y Derecho y Sucesiones. 

## Asociaciones
Integra diversas asociaciones entre las que se incluyen: 
- Colegio de Abogados de Ciudad Victoria.
- Asociación Mexicana de Exalumnos de Alcalá de Henares.
- Colegio de Notarios de Ciudad Victoria.
- Asociación Nacional del Notariado Mexicano.
- Instituto Nacional de Administración Pública.